# Dějiny Malajsie

Malajsijský státní znak

Dějiny Malajsie jsou dějinami území současné malajské monarchie, a ovšem i přilehlé oblasti, kterou obývají Malajci (Indonésie, Singapur), a která byla silně ovlivněna evropským kolonialismem, jenž do značné míry narýsoval hranice současných států, bez ohledu na hranice etnické, náboženské a jazykové.
Malajské etnikum osídlilo oblast současné Malajsie v několika migračních vlnách z Číny a Indie. Od 3. století př. n. l. byl dominantním kulturním vlivem vliv Indie. Odtud se rozšířil buddhismus a hinduismus. Klíčovým zprostředkovatelem indického kulturního vlivu se v 7.–13. století stala námořní velmoc Šrívidžaja. Ve 14. století se rozšířil islám, který nakonec vytlačil indická náboženství. V jeho šíření sehrál klíčovou roli Malacký sultanát, první významný stát se sídlem na území současné Malajsie (v Malacce). V 16. století začala koloniální nadvláda Evropanů, nejprve Portugalců, poté Nizozemců, kteří oblasti dominovali v 17. a 18. století. V 19. století je vytlačili Britové, kteří oblast kontrolovali až do 50. let 20. století. Krom jiného proměnili etnickou strukturu a umožnili masivní čínské přistěhovalectví, což způsobilo etnické konflikty po britském odchodu. Nezávislost Malajsie získala roku 1957, současný federativní stát vznikl v roce 1963. Od etnických nepokojů v roce 1969 je v zemi omezena demokracie a vládne jedna politická skupina, jejíž dominance je však postupně omezována.

## Prehistorie
Nejstarší pozůstatky po člověku moderního typu pocházejí z období před 40 000 lety. Poté následovaly tři migrační vlny. První tvořili kočovní lovci a sběrači Negritové. V polovině třetího tisíciletí př. n. l. přišli z Číny austronéští Protomalajci. Ti již znali zemědělství a zpracování kovů. Z Indočíny dorazilo brzy další etnikum, tzv. Deuteromalajci, kteří přinesli pěstování rýže za pomoci umělého zavlažování. Spojením těchto tří etnik, ovšem se zásadní rolí toho posledního z nich, pak vznikli Malajci.
Další osadníci a obchodníci přicházeli z Indie a z jižní Číny a postupně vytvořili do konce 1. století prosperující obchodní společnost, která byla pod silným vlivem obou těchto zemí. Historikové zaznamenali v této prehistorii zhruba třicet malých malajských státečků, ale žádný z nich nebyl významný a nescelil větší území.
Z Indie se na území dnešní Malajsie začaly šířit buddhismus a hinduismus, největší rozmach těchto náboženství lze zaznamenat mezi 7.–13. stoletím, díky námořní velmoci (thalasokracii) Šrívidžaja, která měla hlavní sídlo v Palembangu na Sumatře (dnes součást Indonésie) a Malajsie se octla pod jejím silným vlivem. V té době také slovní zásobu malajských dialektů obohatil sanskrt.

## Malacký sultanát

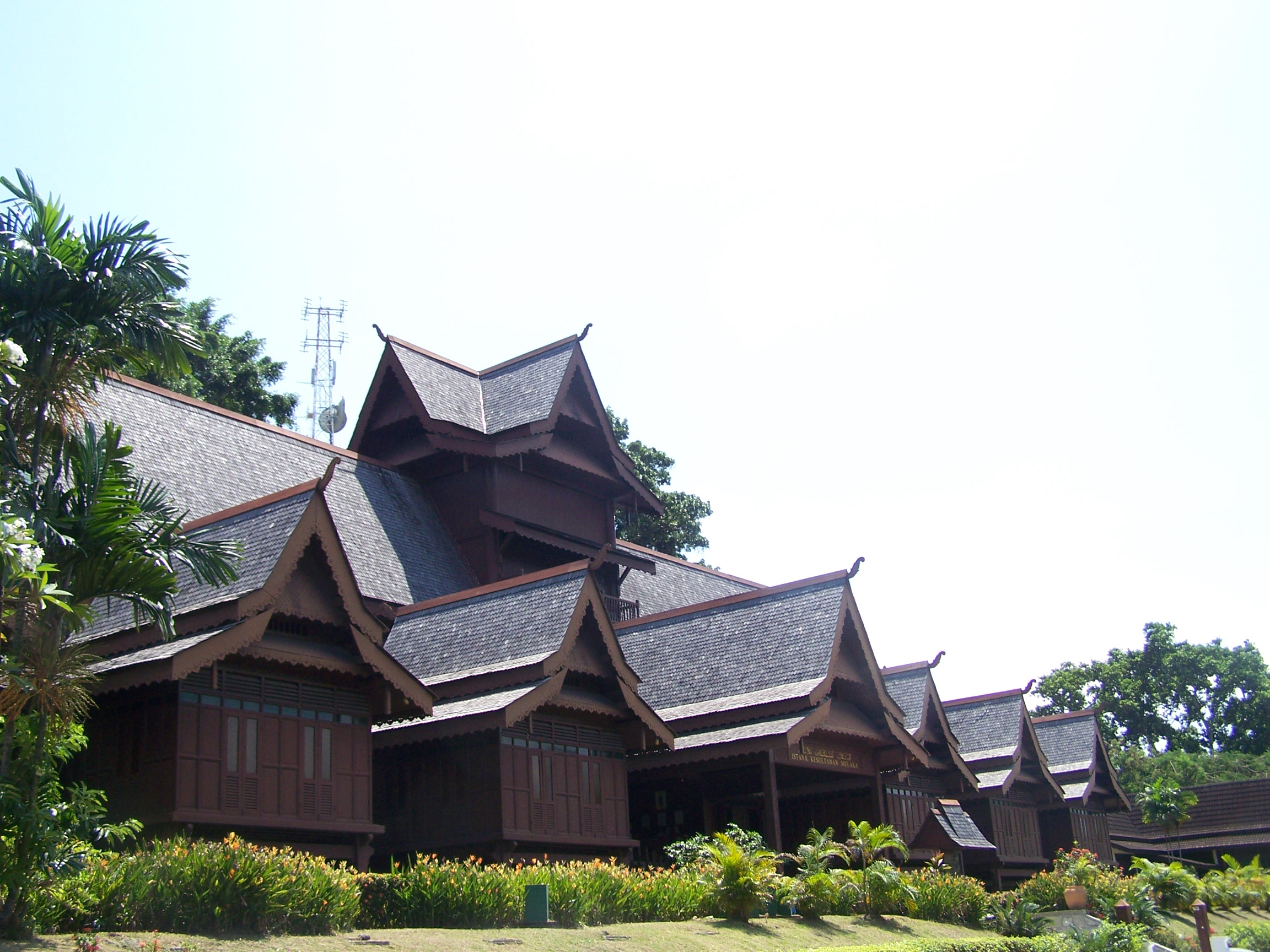
Replika královského paláce postaveného Mansurem Šáhem

Islám se začal šířit ve 14. století. V jeho šíření sehrál klíčovou úlohu Malacký sultanát, který roku 1402 založil sultán Paramešvára, jenž byl původně uprchlým posledním králem království Singapura, které neodolalo tlaku Ajutthajského království a říše Madžapahit. Malacký sultanát je první významný stát, který měl sídlo na území dnešní Malajsie. Hlavním městem se stala Malakka. Paramešvára učinil z Malakky centrum obchodu, především s kořením, ale brzy též s čínským porcelánem a hedvábím. První obchodníci byli Číňané, ale brzy v Malacce působili i Indové, Peršané a Arabové. Místní mořské nomády (Orang Laut) král využil k ochraně proti pirátům a zároveň jako "reklamní agenty", kteří nasměrovávali obchodníky plující po moři do nového přístavu.
Paramešvárův syn a následník Megat Iškandar Šáh (vládl 1414–1424) začal s těžbou cínu, která pak dějiny Malajsie silně ovlivnila ještě i v koloniální éře. Megat Iškandar Šáh nechal Malakku rovněž opevnit. Obával se především moci Ajutthajců, kvůli čemuž také udržoval velmi dobré vztahy s Čínou. Za třetího malackého krále Raja Tengaha (vládl 1424–1444) do země přišel první islámský misionář Saijid Abdul Aziz. Král mu naslouchal, přijal islám a začal užívat titul sultán a muslimské jméno Muhammad Šáh. Zpočátku byl islám jen náboženstvím vládnoucí elity, později však panovníci začali vyžadovat i konverze obyvatelstva. Nárůst konvertitů je patrný zvláště ve druhé polovině 15. století. Islámskou zemí je Malajsie dodnes.
Roku 1446 a pak znovu roku 1456 na Malacký sultanát zaútočili Ajutthajci, ale Malačané se pod velením Klang Tun Peraka v obou případech ubránili. Pověst, jíž si tak získali, se stala základem pro éru největšího vlivu království v oblasti. V příštích padesáti letech Malacký sultanát ovládl Pahang, jižní Thajsko, východ Sumatry a především Malacký průliv, což mu umožnilo kontrolovat veškerý námořní obchod. Do značné míry si podrobil i upadající Madžapahit, byť jen sňatkovou politikou. Zlatý věk je spojen především s panovníkem Mansurem Šáhem (vládl 1459–1477). Slavným se stal královský palác, který Mansur nechal postavit. (Ten se nedochoval, ale Malajsie nechala palác roku 1984 znovu postavit podle původních plánů a dnes je v něm muzeum; dokazuje to rovněž vztah moderní Malajsie k Malackému sultanátu jako ke zdroji národní identity). Kolem roku 1500 moc a sláva Malackého státu kulminovaly. To se mu však stalo osudným, neboť po příchodu Evropanů do oblasti se Malakka stala nutně jejich terčem.

## Evropská kolonizace

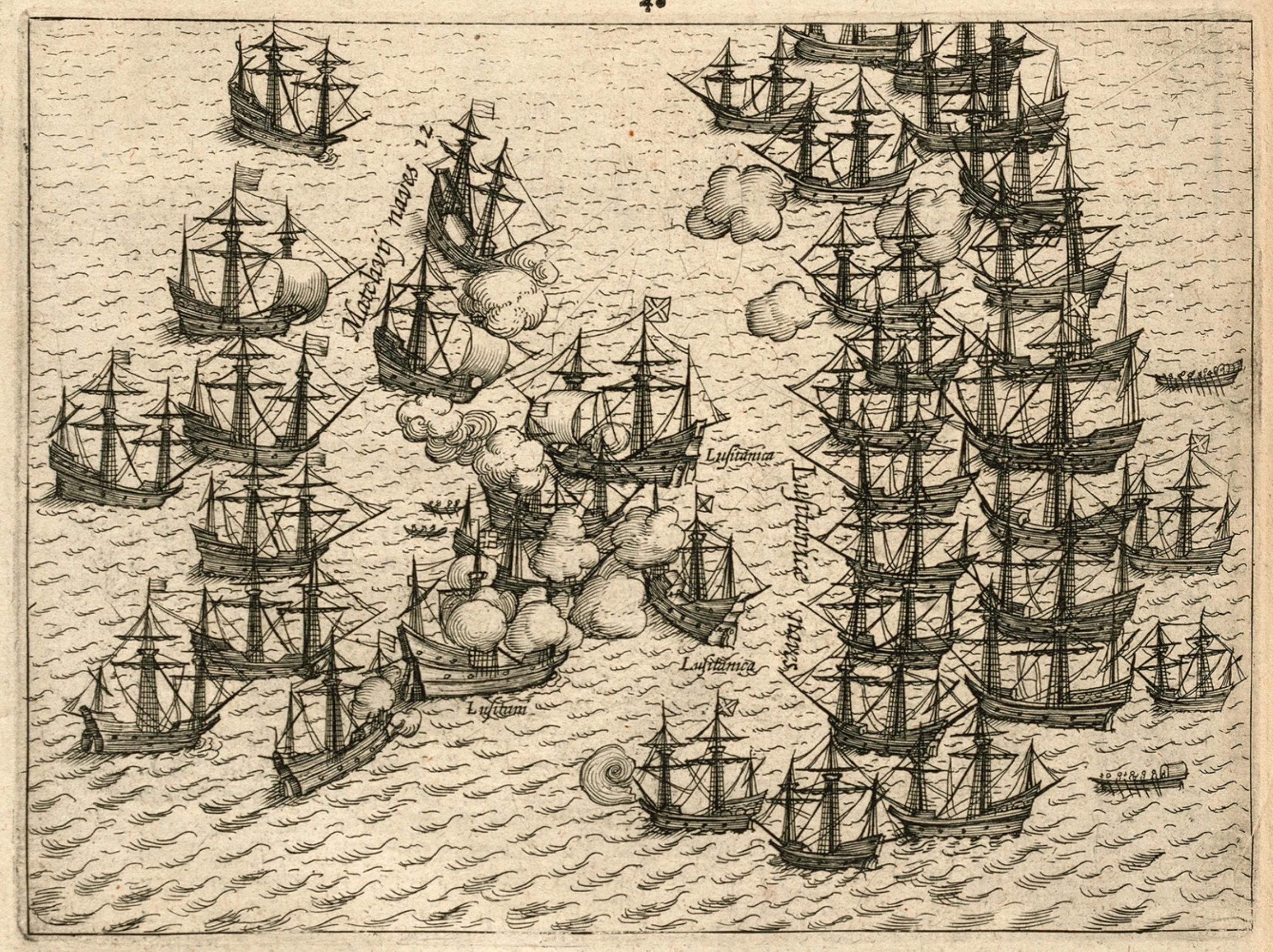
Bitva mezi Portugalci a Nizozemci o Malakku roku 1606

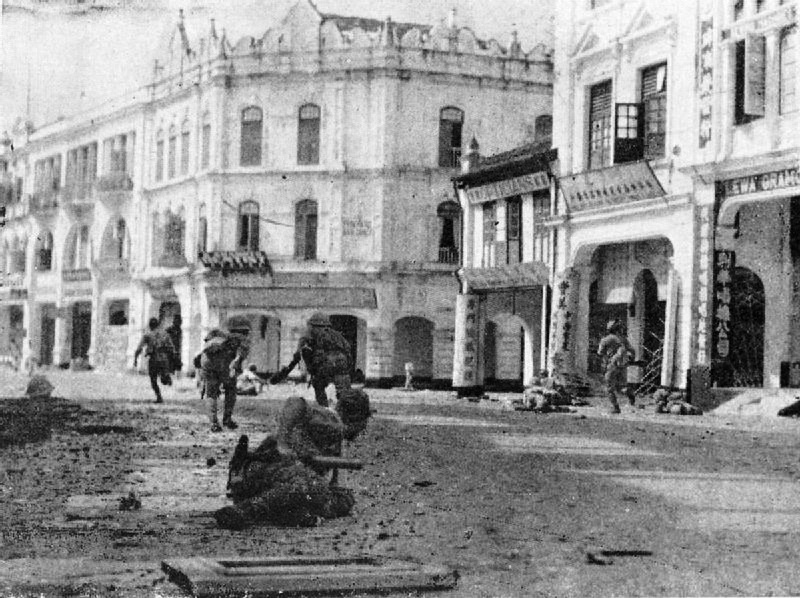
Japonci dobývají Kuala Lumpur roku 1942

Poté, co roku 1453 padl Konstantinopol do rukou Osmanů, začali Portugalci hledat novou cestu do Indie, kvůli obchodu s kořením. Když cestu do Indie nalezli, pokračovali v expanzi dál na východ. Roku 1511 dobyli Malakku, do té doby otevřený přístav a obchodní centrum oblasti. Svými násilnými metodami však obchodní pověst města Portugalci zničili, což mj. vedlo ke vzestupu jiných mocenských center v oblasti, zejména tří sultanátů: Johor, Perak a Aceh.
Roku 1641 Portugalce z Malakky vytlačili Nizozemci, kteří v zemi zůstali téměř 200 let (neměli však sílu iberské mocnosti vytlačit z Filipín, což narýsovalo jednu z budoucích hranic existujících dodnes). Větší zájem ovšem Nizozemci projevovali o jih oblasti (dnešní Indonésii), kde založili město Batávii (dnešní metropole Jakarta).
Od konce 18. století byli Nizozemci pod tlakem Britů, kteří o oblast jevili eminentní zájem, mj. kvůli obchodu s cínem. Kapitán Francis Light nejprve ovládl roku 1786 ostrov Penang, roku 1819 pak Britové získali přístav Singapur. V roce 1824 získali Malakku a roku 1826 vytvořili státní celek zvaný Průlivové osady, jenž se později transformoval v tzv. Britské Malajsko.
Důležitým mezníkem byl podpis smlouvy mezi Brity a Nizozemci roku 1824, která vymezovala hranici mezi britským územím a Nizozemskou východní Indií. Tato dohoda oblast zásadně ovlivnila, neboť dohodnutá hranice je patrná dodnes – tvoří hranici mezi dnešní Malajsií a Indonésií, která jinak nerespektuje hranice etnické, neboť Malajsie je domovem jen asi poloviny Malajců na světě. V Indonésii jsou třetí největší etnickou skupinou (žijí hlavně na Sumatře a Kalimantanu), většinu tvoří i v Bruneji a velké menšiny jsou také v Thajsku a Singapuru. Britové svůj vliv uplatňovali i jinak než mocí britského státu. Roku 1841 například založil anglický dobrodruh James Brooke v Sarawaku (na severu Bornea) dynastii bílých rádžů, jež vládla oblasti sto let. Britové oblast proměnili i etnicky – na práci v dolech dováželi především Číňany, pro práci na plantážích zase Tamily z jihu Indie. Číňané se později chopili obchodu ve velkých městech a stali se jistým způsobem obchodní elitou v oblasti. Britové rostoucí napětí mezi původními Malajci a Číňany tlumili tím, že Číňanům neudělovali občanství, aby zdůraznili jejich status hostů. Po odchodu Britů však etnický problém znovu vybublal na povrch. Jako i jinde ve svých koloniích byli ovšem Britové velmi tolerantní k místním náboženstvím a některé územní celky si zachovávaly i jistou mocenskou autonomii (tzv. nefederované státy). Těžbou cínu a kaučuku Britové oblasti dali relativní prosperitu.
Za druhé světové války byla po bitvě o Malajsii celá Malajsie okupována Japonci. Britský ústup v Malajsii a na Singapuru, v jehož důsledku Japonci získali více než sto tisíc zajatců (často šlo o Australany a Indy) je dodnes považován za nejhorší porážku Britského impéria v dějinách. Zajatce navíc často čekaly děsivé podmínky v zajateckých a pracovních táborech. Na okupovaném malajském území se Japonci nejprve snažili využít protibritských nálad a cíleně pěstovali malajský nacionalismus, stejně tak proti sobě stavěli Malajce a Číňany, s nimiž krom toho zacházeli mnohem tvrdším způsobem. Rozdmýchaný nacionalismus se však nakonec obrátil proti nim, když obyvatelstvo začalo těžce snášet okupaci (v důsledku hladomorů, k nimž vedlo zhroucení zásobování na konci války).

## Nezávislost

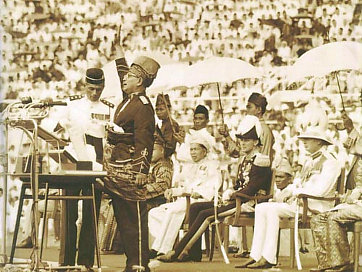
Tunku Abdul Rahman vyhlašuje roku 1957 nezávislost

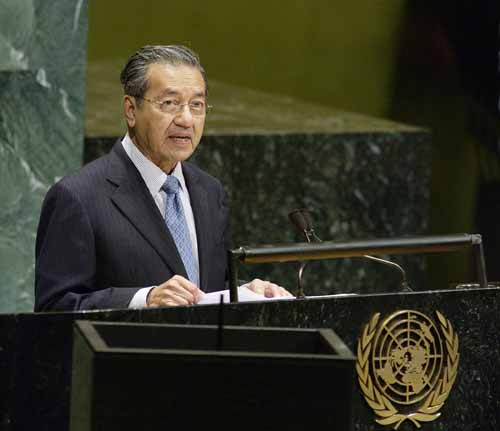
Mahathir Mohamad, otec ekonomického zázraku

Po válce se do oblasti vrátili Britové. Zpočátku byli v zásadě vítáni, neboť jejich příchod znamenal konec hladu a válečných útrap. Brzy se však Britové dostali do neřešitelného etnického dilematu. Aby udrželi většinové, malajské, obyvatelstvo v klidu, ustoupili mu a v nově založené Federaci malajských států dostali občanství jen etničtí Malajci. To však rozvášnilo Číňany, kteří navíc začali být silně podporování zvnějšku maoistickou Čínou. Číňané se tak houfně přidávali ke komunistickým partyzánským skupinám a začali vést protibritský odboj (zatlačený brzy z městských oblastí do džungle), zaštítěni antikolonialistickými hesly. Britové, kteří po druhé světové válce sami iniciovali rozpad své koloniální říše a byli ochotni připravit postupný přechod k nezávislosti, si v situaci studené války nemohli dovolit Malajsii pustit a vyklidit tak cestu komunismu. Dekolonizaci tak zastavili, což se ovšem nelíbilo ani Malajcům. Ti podporovali britské tažení proti čínským partyzánům, ale tlačili na zisk nezávislosti. Britové nakonec ustoupili a ještě před definitivním vítězstvím nad partyzány předali vládu místním. Dnem nezávislosti se pro Malajce stal 31. srpen 1957. Prvním premiérem byl zvolen Tunku Abdul Rahman, který premiérský post držel již za Britů, od roku 1951 a vedl s nimi hlavní jednání o nezávislosti, a který na svém postu vydržel až do roku 1970.
Zisk nezávislosti však neznamenal ještě vznik nového státu v hranicích starého britského vlivu. Status řady území byl nejasný a Britové diplomaticky pracovali na tom, aby část starých britských území nebyla součástí nově vznikající Malajsie. Správně cítili, že v menších státech si udrží mnohem větší vliv. Zajistili tak nezájem Bruneje a zejména Singapuru o vstup do rodící se federace. Naopak Sarawak a Sabah, stále ještě pod vládou rodiny Brooků, zájem o vstup do malajské federace projevily, k nelibosti Indonésie. Přesto byl nový stát 16. září 1963 vyhlášen, bez Bruneje, ale se Singapurem, Sarawakem a Sabahem. Singapur, jenž byl vlastně jedním velkým městem a obchodním centrem, s převahou Číňanů (početní i majetkovou), se s tím však nesmířil a jeho politický vůdce Lee Kuan Yew tvrdě útočil na centrální vládu. Malajská vláda zareagovala překvapivě – roku 1965 vyloučila Singapur z federace a vlastně ho tak donutila k nezávislosti. Slibovala si od toho oslabení čínského vlivu v zemi. K němu sice došlo, ale národnostní poměry nového státu byly stále velmi křehké – Malajci tvořili 50 procent obyvatel, Číňané 40 procent. Malajci učinili některá opatření k „malaizaci“ života, například na vysokých školách se nově smělo přednášet jen v malajštině a angličtině. Napětí vygradovalo roku 1969. Číňané se stali obětí lidových pogromů. Vláda na jedné straně tvrdě proti pogromům zakročila, na straně druhé se jim do budoucna rozhodla zabránit dalšími protičínskými opatřeními a také utužením režimu, oslabením demokracie a suspendací některých občanských svobod. Ty nebyly již nikdy plně obnoveny.
Roku 1973 vznikla Národní fronta (Barisan Nasional), koalice pravicových stran, která ovládala malajsijský politický systém čtyřicet let. Symbolem této etapy byl především premiér Mahathir Mohamad, zastávající svůj úřad 22 let (1981-2003). Je mu připisován velký hospodářský rozvoj, Malajsie se za jeho vlády změnila z agrární země v asijského ekonomického tygra. Roku 2007 čelila Barisan Nasional prvním masovým protestům žádajícím demokratizaci země. V roce 2009 se Najib Razak stal premiérem Malajsie. Nicméně byl zapleten do několika kontroverzních událostí a obvinění z korupce během svého úřadování. Roku 2018 se k moci vrátil Mahathir Mohamad, byť v čele nově ustavené koalice Pakatan Harapan.

### Mahathir Mohamad
Během vlády Mahathira Mohamada v letech 1981 až 2003 byl Malajsii přičítán významný hospodářský růst a modernizace. Mahathir je považován za jednoho z hlavních architektů modernizace Malajsie a za dlouholetého premiéra sehrál klíčovou roli při formování politického a hospodářského vývoje země. Během jeho vlády byly provedeny rozsáhlé investice do infrastruktury, průmyslu a technologie s cílem posílit hospodářskou konkurenceschopnost země a zlepšit životní úroveň obyvatel. Mahathir také sehrál významnou úlohu v mezinárodní politice a byl aktivním hlasem v otázkách jihovýchodní Asie a muslimského světa.